# Himlingøje Station
Himlingøje Station er en dansk jernbanestation i Himlingøje på Østbanen. Trinbrættet blev åbnet 20. september 1926.